# Noegus transversalis
Noegus transversalis là một loài nhện trong họ Salticidae.
Loài này thuộc chi Noegus. Noegus transversalis được Eugène Simon miêu tả năm 1900.